# Kuban (Lípetsk)
Kuban - Кубань (rus)- és un poble (un possiólok) de l'óblast de Lípetsk, a Rússia, que el 2013 tenia 901 habitants. Pertany al districte rural de Griazi.